# 石手川公園駅
石手川公園駅（いしてがわこうえんえき）は、愛媛県松山市立花4丁目にある伊予鉄道横河原線の駅である。駅番号はIY11。

## 歴史
1970年（昭和45年）に、この鉄橋に併用した歩道橋ができたものの、交通の便が悪く、地元住民の要望で駅が設置された。なお、両方の堤防が急勾配のため、石手川の南堤防上に設置されている。
- 1972年（昭和47年）6月14日：開業[2][3]。
- 開設以降：上屋と券売機を設置[3]。

## 駅構造
単式ホーム1面1線の無人駅である。18ｍ級車両4両対応ホームを持つ。石手川を跨ぐ橋の上にある。
駅を支える鉄道橋は1892年（明治25年）建造。トラス構造で橋台はレンガ、イギリス積みが採用されている。現役の鉄道橋で移設されていないものとしては日本最古である。2012年（平成24年）にはこの鉄道橋（石手川橋梁）が土木学会選奨土木遺産に認定された。
同時に認定された煉瓦橋（横河原線・第26号溝橋）も当駅の近くにある。横河原線の駅としては唯一トイレの設備がないが、石手川公園の公衆トイレが隣接している。

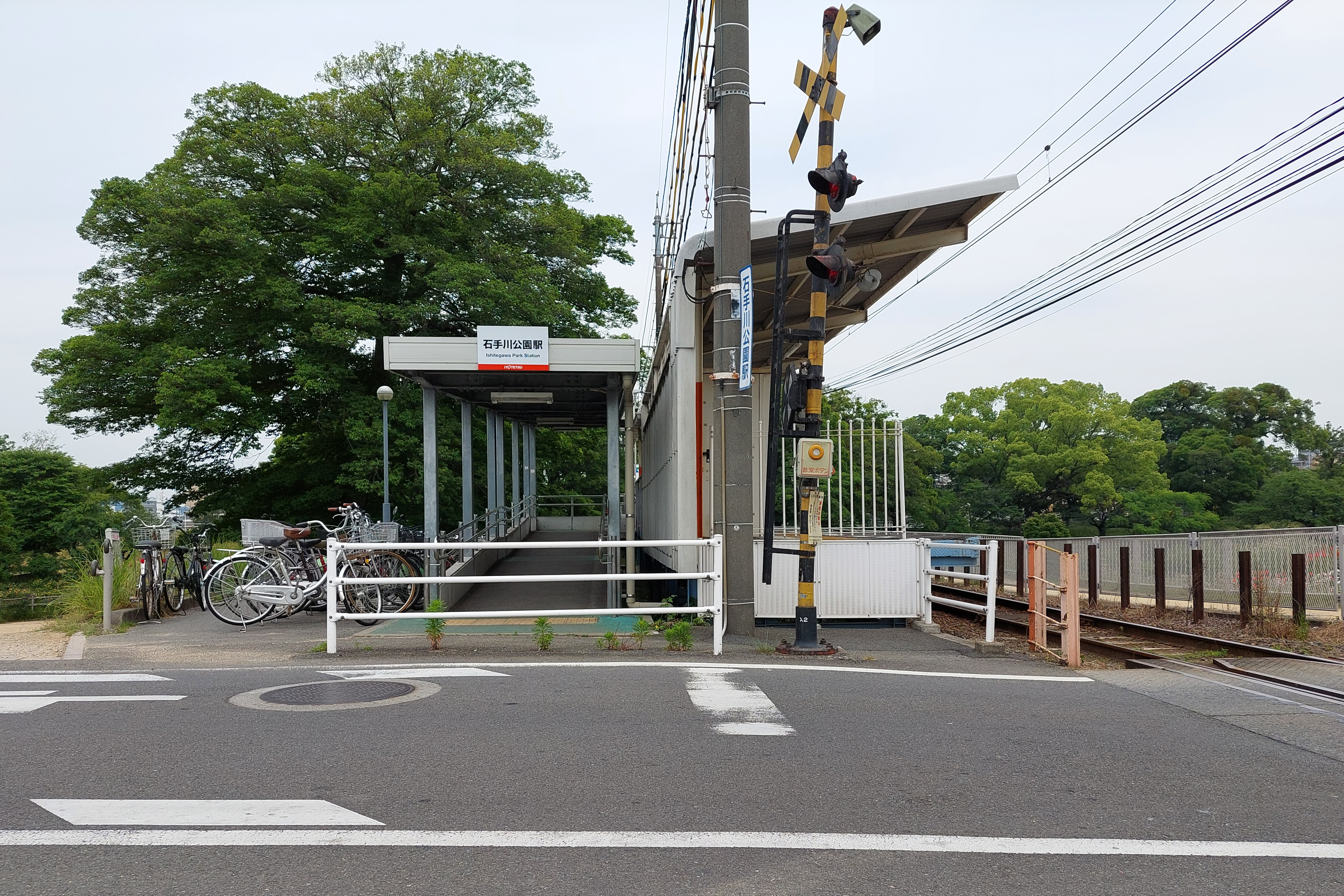
のりば
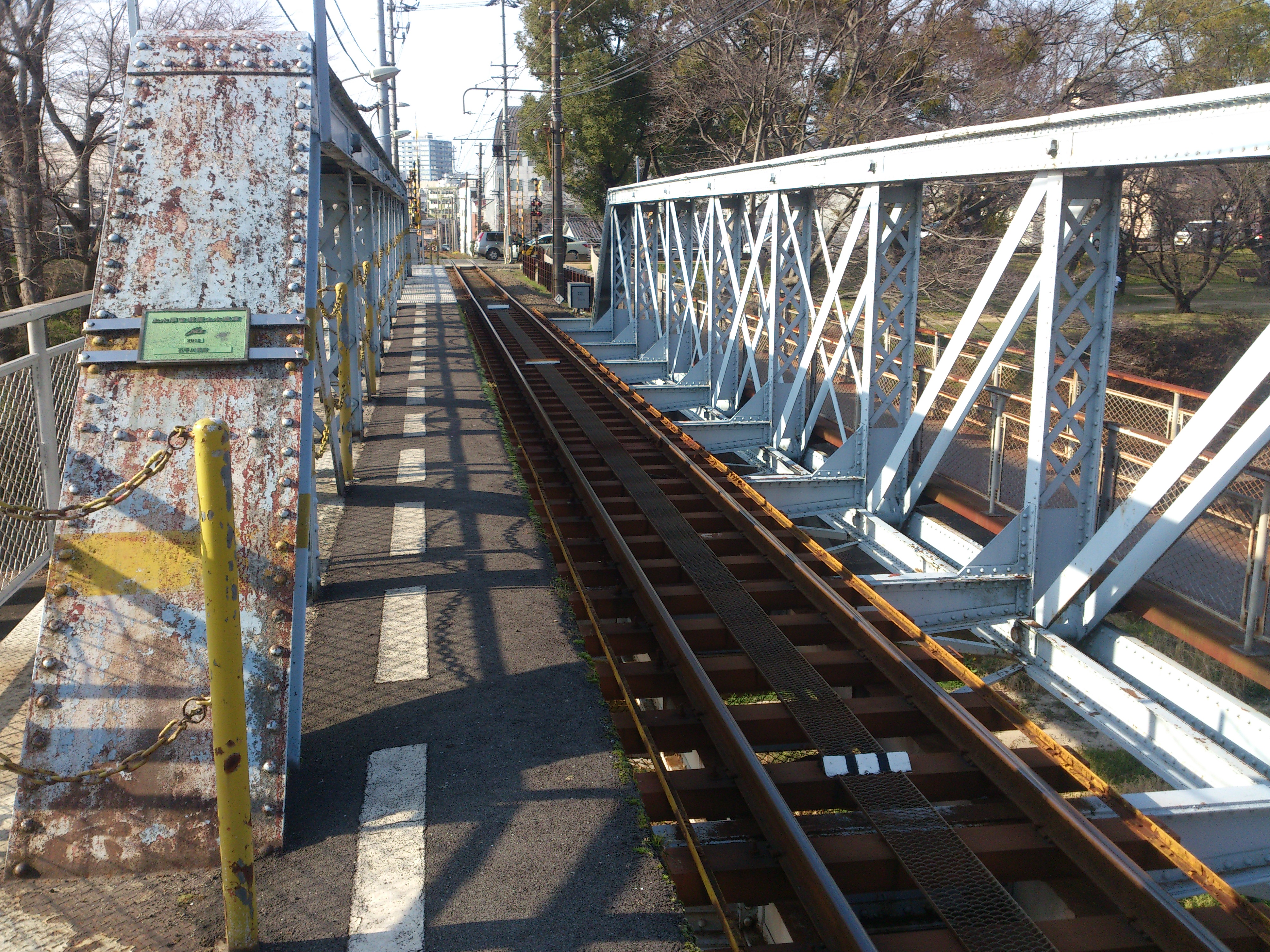
3・4号車ホームは石手川の上にある
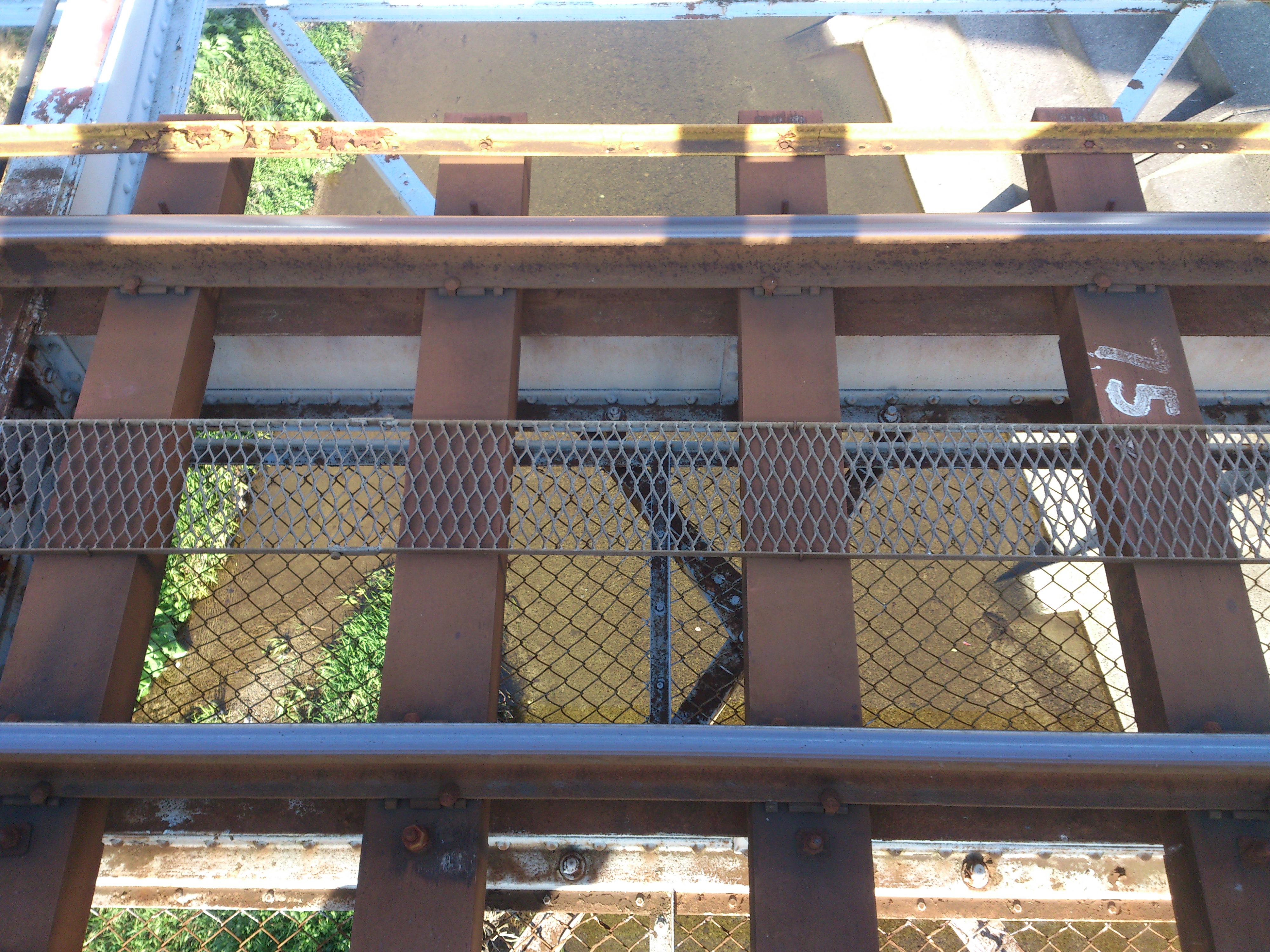
線路からは川面が見える

## 駅周辺
概ね住宅地となっており、一部商店などが点在する。
- 石手川
- 石手川公園
- 伊予鉄バス室町営業所
- 松山市医師会柳井町事業所
  - 松山市在宅医療支援センター
- 松山看護専門学校
- 松山市歯科医師会
- 松山サロンキティ（ライブハウス）
- 相向寺

## 隣の駅
伊予鉄道
■横河原線
松山市駅 (IY10) - 石手川公園駅 (IY11) - いよ立花駅 (IY12)

## その他
- 2007年（平成19年）公開の映画「となり町戦争」において「北舞坂駅」として登場し、ラストシーンの撮影に使用された。